# 大宇K3輕機槍
K3輕機槍是一款由南韓國防發展局和大宇精密工業所研製，從大宇精密工業、S&T大宇集团，到目前的S&T Motiv所生產的轻机枪，為南韓繼K1A卡賓槍和K2突击步枪以後開發的第三款當地槍械。K3的靈感是來自FN Minimi輕機槍和美國制式的M249班用自動武器。K3輕機槍自1989年起開始服役，取代了在前線使用的M60通用機槍。發射5.56×45毫米北約口徑和很像K2突擊步槍的.223雷明登步枪子彈，但使用.223雷明登將會減少其在性能上的效果。

## 概述

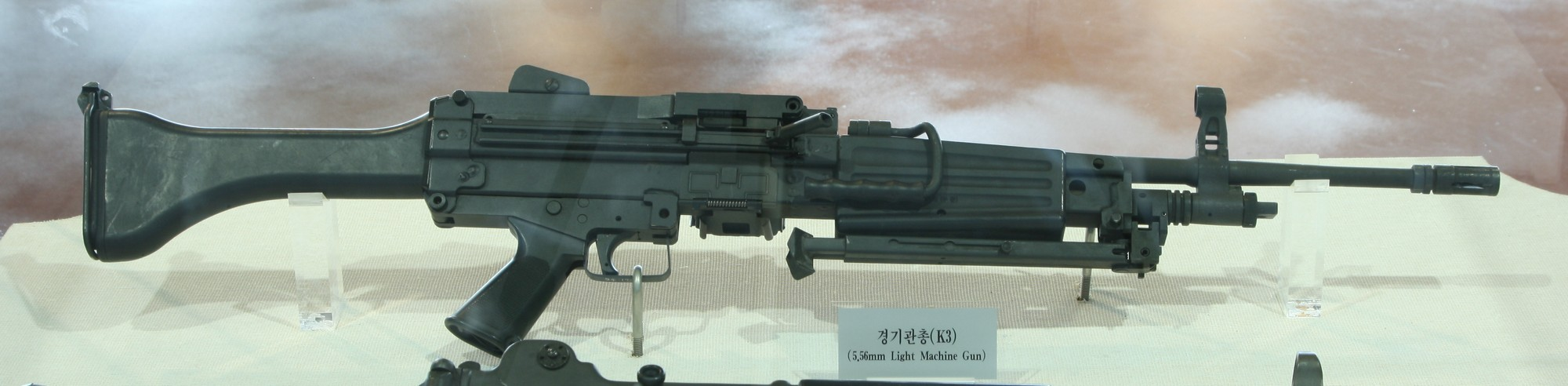
在韓國戰爭紀念館展出的大宇K3輕機槍。

K3是一挺類似FN Minimi的輕機槍，並且發射標準的5.56×45毫米北約口徑步枪子彈。它的最大優點在於它比M60通用機槍更為輕便，而且可以與K1A和K2共用子彈。供彈方式來自30發可拆卸式STANAG彈匣或200發M27金屬可散式彈鏈。它既可以展開其兩腳架用作班用自動武器角色，又可架設在三腳架以上用於據點防衛或持續的火力支援。
表尺照門可作海拔和風偏調節，而柱狀準星亦可作高程調整以歸零。槍管上裝有一個內置式提把，以便在不需要使用其他裝備協助以下（例如耐熱手套）更換因長期射擊而變熱的槍管。提把在不使用時可以上下旋轉式折疊下來。這槍是以氣動式原理和轉拴式槍栓運作。
這個武器系統的設計並不能夠按照使用者的個別需要，這是由於在事實上大多數韓國軍隊士兵都不希望他們使用的武器超過服役期限。
2015年，韓國軍隊正在尋求獲得新型輕機槍，因為K3正在受到槍械壽命和可靠性問題的困擾。S&T Motiv試圖贏得K3的現代化合同，並作出一系列改進：裝上側向折疊式可調節槍托、供彈機蓋以上的整體式MIL-STD-1913戰術導軌、可拆卸式側面及底部戰術導軌、槍管上方的碳纖維隔熱罩、改進型制退／消焰器、折疊式機械瞄具和經升級以後的供彈系統。同樣的改進也適用於較短的傘兵型版本。

## 對外銷售
K3的曾在2006年被南非購入，并在同年出口泰國。在2007年，菲律賓輕機槍競標曾經爆發爭議，該國武裝部隊在最初決定選擇採用FN Minimi輕機槍而不是採用南韓K3輕機槍或是新加坡Ultimax 100輕機槍。菲律宾武装部队（英語：Armed Forces of the Philippines，簡稱：AFP）的軍備現代化計劃被亞洲武器生產商猛烈批評舉動明顯地比起在亞洲的軍火商更偏袒西方槍械公司。
最終，菲律賓軍隊根據他們的班用自動武器要求向南韓方面購買了5,883挺K3。他們和603新交付的起亞KM-450卡車在2008年2月18日第一次在公眾場合展出。

## 衍生型
- XK3：實驗原型樣槍。
- K3：標準的大量生產的衍生型。
- K3傘兵型：K3的縮短版，裝上MIL-STD-1913皮卡汀尼導軌整合系統和細節修改。2015年首度發布。[7]

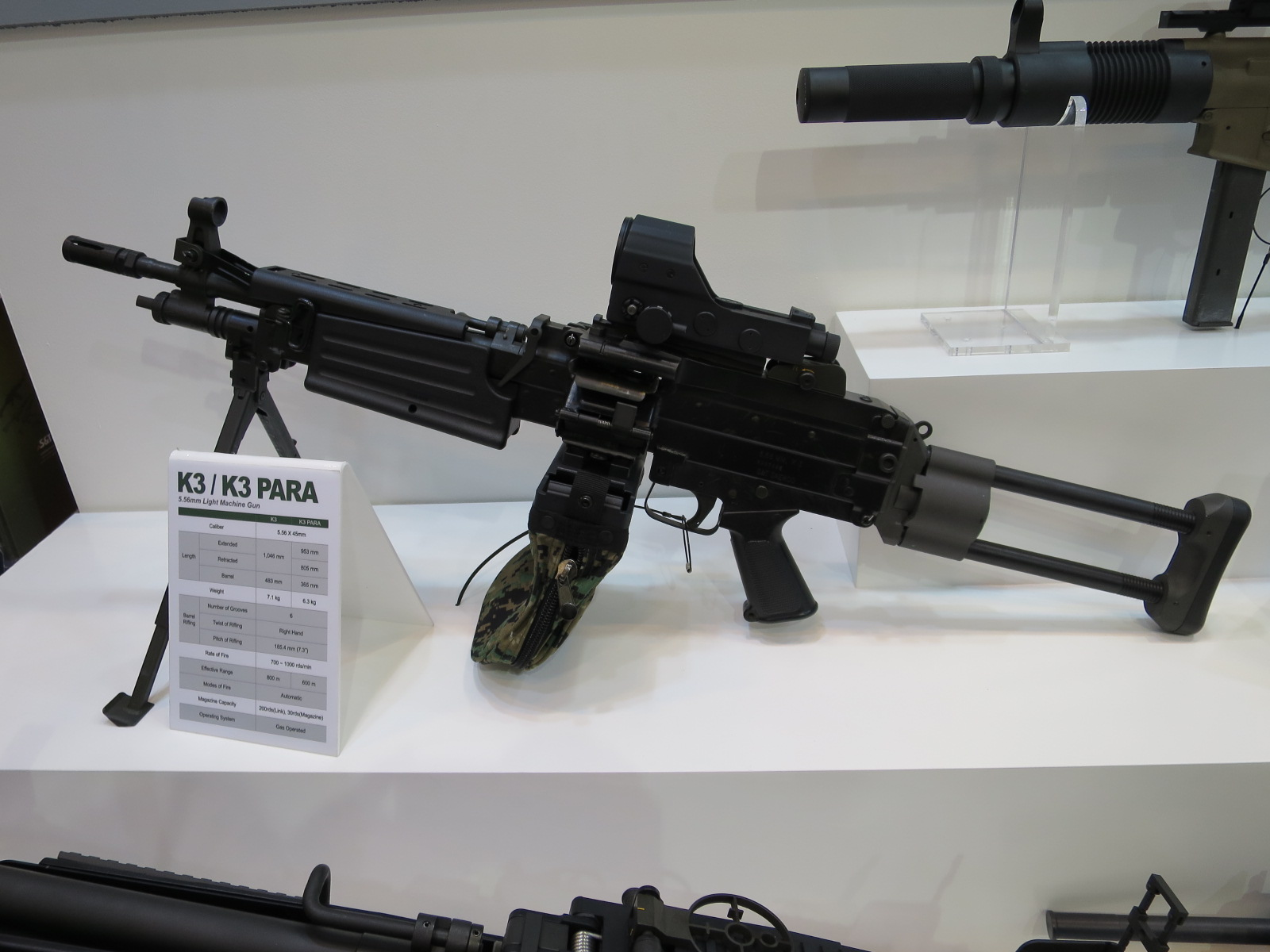
2017年阿拉伯联合酋长国「國際防務展覽及會議」（IDEX）上展出的大宇K3傘兵型輕機槍。

## 使用國

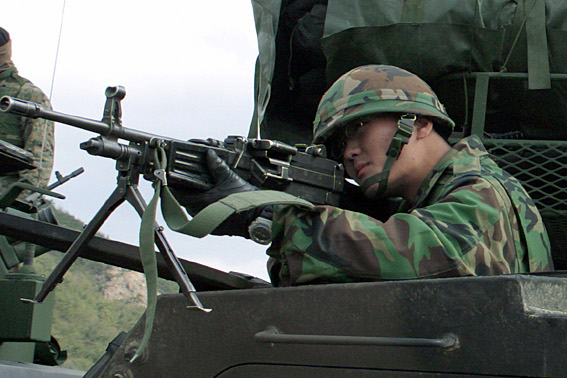
韓國士兵使用大宇K3輕機槍。

| 國家       | 組織名稱                                                                                 |
| ---------- | ---------------------------------------------------------------------------------------- |
|            | [ 8 ]                                                                                    |
| 柬埔寨     | —                                                                                        |
| 哥伦比亚   | 在2006年購入400挺K3。                                                                    |
| 斐济       | [ 9 ]                                                                                    |
|            | [ 10 ]                                                                                   |
| 印度尼西亞 | 印尼海軍青蛙司令部、印尼陸軍特種部隊司令部（於2006年購入110挺K3，並於2011年再增購803挺） |
| 约旦       | —                                                                                        |
| 菲律賓     | 菲律賓武裝部隊（在2008年購入6,540挺K3）                                                  |
| 新加坡     | —                                                                                        |
| 南非       | —                                                                                        |
|            | 大韓民國陸軍、大韓民國海軍特戰戰團；目前計劃以K3傘兵型取代原K3。                         |
| 泰國       | —                                                                                        |

## 流行文化

### 电影
- 2000年—：視覺上修改為類似於M249，由大韓民國陸軍所使用。
- 2002年—：由朝鮮人民軍士兵用在氣墊船追逐戰當中，使用STANAG彈匣供彈。
- 2004年—：視覺上修改為類似於FN Minimi SPW，裝上前握把並且由斯坦·沃特金斯警長（Sheriff Stan Watkins，米高·鮑文飾演）所使用。
- 2007年—：視覺上修改為類似於FN Minimi SPW，裝上前握把並且由美國國民警衛隊士兵所使用。
- 2011年—：視覺上修改為類似於FN Minimi SPW，裝上前握把並且由「布女郎」（Blondie，飾演）所使用。
- 2011年—：視覺上修改為類似於M249傘兵型，架設在直升機上並且由三藩市警察局警員用以對付金門大橋上的類人猿。
- 2016年—：視覺上修改為類似於M249傘兵型，裝上相同的PIP槍托、導軌化護木和EOTECH 551全息瞄準鏡，由「阿積斯」法蘭西斯·費里曼的僱傭兵所使用。
- 2016年—《屍速列車》：由駐守於鐵路檢查哨的韓國陸軍第9步兵師步兵所裝備。

### 电视剧
- 1997年—：視覺上修改為類似於M249傘兵型和FN Minimi SPW，於所有季度中都有登場，裝上前握把（或沒有裝上）並且由SG-1成員所使用。
- 2004年—：視覺上修改為類似於FN Minimi SPW，裝上前握把。
- 2011年—：2012年8月12日第2季第9集（播出順序為第19集）“偉大的代價”（The Price of Greatness）之中，視覺上修改為類似於FN Minimi SPW，裝上RIS導軌和KAC垂直前握把，在查爾斯頓兵工廠中出現。

### 电子遊戲
- 2007年—：最早於韓國版2013年2月26日時推出。命名為「K3」，使用黑色槍身，並以70發彈鏈供彈。港台地區於2013年3月12日推出基本型，命名為「毀滅者」；中國大陸地區於2013年3月13日推出，並無特別命名。為玩家基本擁有的槍枝之一，也是玩家在災厄之章模式中的預設武器之一。在各地版本均已開放使用。
- 2012年—《战争前线》：命名為「大宇K3」，使用50发STANAG弹匣供弹，为步枪手专用武器，无需解锁即可购买，并可以改装枪口配件（通用消音器、突击消音器、突击制退器）、战术导轨配件（通用握把、突击握把、机枪双脚架）以及瞄准镜（EOTECH 553全息瞄准镜、绿点全息瞄准镜、ELCAN SpecterDS瞄准镜、红点瞄准镜、步枪高级瞄准镜）。
  - 由于此枪后坐力较大且枪口无规律左右跳动，且由于是无需解锁即可购买导致枪械可装备配件较少，因此此枪在玩家群体中并不受到好评，也成为了游戏的冷门枪支之一。
- 2012年—：命名為「K3 SAW」，由大韓民國海軍UDT/SEAL重砲手所使用，奇怪地裝上M249樣式準星、Minimi樣式提把，和滑動槍托，以及取消了STANAG彈匣插槽。

## 資料來源
1. 1 2  . S&T Daewoo.   [2010-07-01]. （原始内容存档于2010-02-06）.
2. ↑  .   [2013-06-02]. （原始内容存档于2013-12-19）.
3. ↑  ADEX 2015 （页面存档备份，存于） - SAdefensejournal.com, 5 August 2016
4. 1 2 3  Daniel Watters. . Gun Zone.   [2009-05-23]. （原始内容存档于2011-03-01）.
5. ↑  Template:Waybackdate
6. 1 2  Philippine Army.  (PDF). Philippine Army.   [2010-06-20]. （原始内容 (PDF)存档于2011-07-27）.
7. ↑  .   [2018-02-17]. （原始内容存档于2018-02-18）.
8. ↑  K3 Light Machine Gun – Bangladesh Military Forces – BDMilitary.com[]
9. ↑  [도배] 해외로 수출된 한국제 총기류 2 - 피지 - 총기 갤러리
10. ↑  .   [2013-06-02]. （原始内容存档于2013-12-18）.
11. ↑  . Hrvatski Vojnik Magazine.   [2010-06-12]. （原始内容存档于2010-08-22） （克罗地亚语）.
12. ↑  .   [2013-06-02]. （原始内容存档于2013-12-22）.
13. ↑  .   [2018-02-17]. （原始内容存档于2020-11-28）.

## 外部連結
- （英文）—S&T Daewoo Homepage
- （英文）—Modern Firearms—Daewoo K3 （页面存档备份，存于）
- （英文）—Tactical-Life.com—12 Rifles, Machine Guns, Shotguns, & Pistols Used by ROK Marines | Photos （页面存档备份，存于）
- （英文）—Military, Security and Civilian Guns and Equipment—Daewoo K3 （页面存档备份，存于）
- （英文）—Nazarian`s Gun`s Recognition Guide—Daewoo K3 （页面存档备份，存于）
- —K1 through K7 images （页面存档备份，存于）